# Peucetia choprai
Peucetia choprai là một loài nhện trong họ Oxyopidae.
Loài này thuộc chi Peucetia. Peucetia choprai được Benoy Krishna Tikader miêu tả năm 1965.